# Un taller en el Batignolles

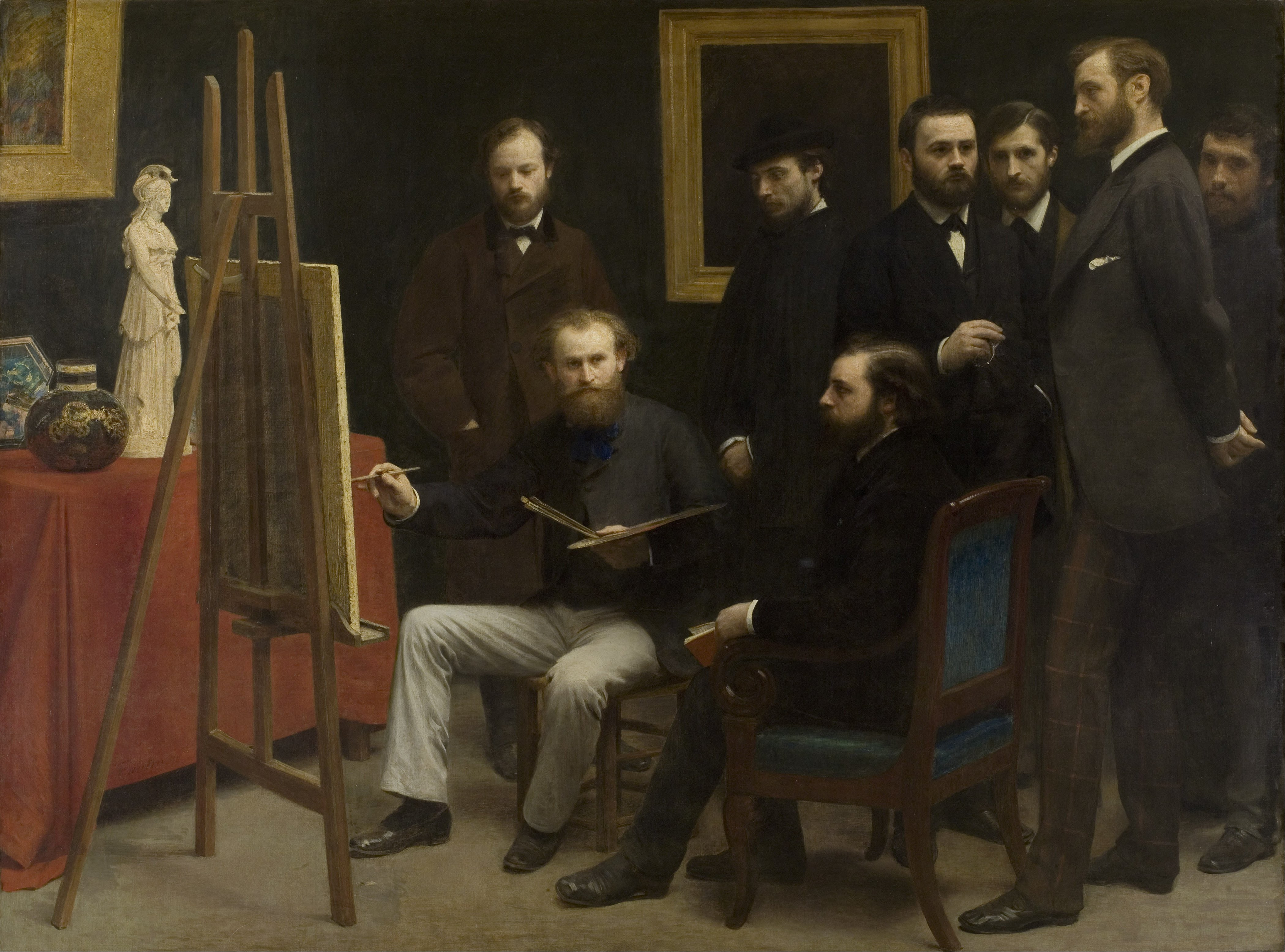
Un atelier aux Batignolles
Henri Fantin-Latour, 1870
204 × 273,5 cm
Óleo sobre lienzo
Musée d’Orsay, Paris

Un atelier aux Batignolles (Un taller en el Batignolles) es un cuadro de Henri Fantin-Latour, pintado en 1870, que inmortaliza el llamado grupo de Batignolles. El cuadro se encuentra en el Museo de Orsay. Se trata de uno de cuatro cuadros de este pintor que plasmaba al grupo representativo de artistas e intelectuales de su tiempo.

## Descripción
El cuadro es el tercero de una serie de retratos en grupo. El primero, Homenaje a Delacroix, es de 1864. El segundo, Un rincón de la mesa, es de 1872 y presenta a los poetas que el pintor admiraba. El cuarto, Alrededor del piano, es de 1885 y muestra a un grupo de músicos. Los cuatro se encuentran en el Museo de Orsay.
Los protagonistas se encuentran en el estudio de Manet y representa al propio Manet sentado a lado de Zacharie Astruc, los dos rodeados (de izquierda a derecha) de Otto Scholderer, Auguste Renoir, que lleva un sombrero, Emile Zola, Edmond Maître, Federico Bazille y Claude Monet. Se piensa que este episodio representa una escena de la realización de un retrato de Astruc que Manet estaba pintando en esta época. 
Los críticos de arte están divididos sobre la composición de la imagen y se intercambian los personajes según sus conjeturas. Así, según Etienne Moreau-Nelaton, de derecha a izquierda, están Alfred Sisley, Monet, Astruc, Manet, Bazille, y Maître, mientras que Gaston Poulain y François Daulte piensan que se trata de Renoir, Zola, Monet, Manet, Bazille y Maître.